# Mustanmetsänsaari
Mustanmetsänsaari är en ö i Finland. Den ligger i sjön Roine och i kommunen Kangasala i den ekonomiska regionen Tammerfors och landskapet Birkaland, i den södra delen av landet, 140 km norr om huvudstaden Helsingfors. Öns area är 14,2 hektar och dess största längd är 0,9 kilometer i sydöst-nordvästlig riktning.